# هدر یانگ
هدر یانگ (انگلیسی: Heather Young) بازیگر اهل ایالات متحده آمریکا است.
از فیلم‌ها یا مجموعه‌های تلویزیونی که وی در آن‌ها نقش داشته است می‌توان به سرزمین غول‌پیکران اشاره نمود.